# Столипинска аграрна реформа
Аграрната реформа на Столипин е поредица от промени в селскостопанския сектор на имперска Русия, въведени по време на мандата на министър-председателя Пьотър Столипин. Повечето, ако не и всички, от тези реформи се основават на препоръки от комитет, известен като „Специално съвещание относно нуждите на селскостопанската промишленост“, което работи в Русия между 1901 и 1903 г. по време на мандата на министъра на финансите Сергей Вите.

## Предистория
В началото на XX век относителният дял на едрите земевладелци (помещици) в земевладението е огромен; в тях се произвежда около половината на пшеницата, предназначена за пазара. В голяма част от тях се извършва реорганизация: ползва се наемен труд, въвеждат се модерни агротехнически методи. Някои помещици отдават част от земята си под аренда, а в 20% от именията се запазват полукрепостните методи на експлоатация. Високите арендни такси заедно с откупните плащания не позволяват на селяните да разгърнат рентабилно производство, тяхното стопанство е полунатурално. Същевременно в европейската част на Русия не достига обработваема земя.
В периода 1900 – 1904 г. проявите на недоволство на селяните достигат огромни мащаби (около 600 вълнения в 42 губернии в европейската част на Русия). Селяните настояват за разделяне на земята на помешчиците и за намаляване на данъците и повинностите. Връх на размириците настъпва през 1902 г., когато поради лоша реколта настъпва глад и започват селски вълнения в Украйна, Поволжието, Грузия и Азербайджян. Все повече се издигат и политически искания – селяните се бунтуват и срещу отделни помещици, и срещу аграрната политика на правителството.

## Същност на реформите
Реформите на Столипин имат за цел да трансформират традиционната общинска форма на земевладение в руското селско стопанство, известна като сельское общество или мир, която има някои сходства с феодалната система на открито поле (на английски: open field system) във Великобритания. Руските селяни, освободени след премахването на крепостничеството през 1861 г., обработват отпуснатите им земи, но не притежават възможност да ги напуснат, тъй като дължат пари на държавата за големи периоди. Недостатъците на общинската система са: колективна собственост върху разпръснати земеделски парцели въз основа на размера на семейството и значителен контрол от страна на старейшината. Столипин, като твърд консерватор, се стреми да премахне общинската система и да намали радикалните настроения сред селяните, като по този начин предотврати политически вълнения, подобни на случилите се по време на Революцията от 1905 г. Столипин вярва, че обвързването на селяните със собствените им частни земеделски владения ще създаде предприемачески настроени и политически консервативни фермери като тези в Западна Европа. Столипин нарича собствените си програми „залог на силните и трезвите“.
Реформите започват с въвеждане на безусловно право на индивидуална собственост върху земята (Указ от 9 ноември 1906 г.). Те заменят общинската система с капиталистическа форма, целяща да утвърди частната собственост и да консолидира стопанствата в модерни ферми. Многостранните реформи се състоят от:
- развитие на едромащабно индивидуално земеделие (хутори)
- въвеждане на земеделски кооперативи
- развитие на селскостопанското образование
- разпространение на нови методи за подобряване на земята
- достъпни кредити за селяните, например от Селската поземлена банка, която да помогне на селяните да закупят собствени ферми

Държавата осъществява аграрните реформи на Столипин в мащабна кампания между 1906 и 1914 г. Тази система е продължение на модифицираната програма за държавен капитализъм, започната при Сергей Вите. Програмата на Столипин се различава от реформите на Вите по факта, че е насочена към селскостопанския сектор, включително подобрения в правата на хората в широка област и се ползва с подкрепата на полицията. Тя полага основите за пазарно селско стопанство за руските селяни.
Основните министри, участвали в прилагането на аграрните реформи на Столипин, са самият Столипин като министър на вътрешните работи и министър-председател, Александър Кривошеин като министър на земеделието и държавните имоти и Владимир Коковцов като министър на финансите и наследник на Столипин като министър-председател.
Съветската аграрна програма през 20-те години на XX век анулира Столипинската реформа. Държавата експроприира земята, собственост на селяните, и ги принуждава да встъпят в колективни стопанства.

## Колонизация на Сибир
В резултат на разширяването на Транссибирската железница и други железопътни линии на изток от Уралските планини и Каспийско море, миграцията към Сибир се увеличава. Томпсън изчислява, че между 1890 и 1914 г. над 10 милиона души са мигрирали свободно от Западна Русия към райони на изток от Урал.
Това се насърчава от Транссибирския железопътен комитет, който е ръководен лично от цар Николай II . Аграрните реформи на Столипин предвиждат помощи за преселването на селяните в Сибир. През 1906 г. към Министерството на земеделието е създаден отдел „Емиграция“, който организира преселването и подпомага заселниците през първите им години в новите селища. Заселниците получават средно по 16,5 хектара (40,8 акра) земя. Общата разпределена площ е 21 милиона хектара. Мигрантите получават малка държавна субсидия, освободени са от някои данъци и ползват съветите на държавни агенции, специално създадени за подпомагане на преселването на селяни.
Отчасти благодарение на тези инициативи, приблизително 2,8 милиона от 10-те милиона мигранти в Сибир се преместват между 1908 и 1913 г. Това увеличава населението на регионите източно от Урал 2,5 пъти преди избухването на Първата световна война.

## Кооперативни инициативи
В рамките на Столипинските аграрни реформи са разработени редица нови видове кооперативна помощ, включително финансово-кредитно сътрудничество, производствено сътрудничество и потребителско сътрудничество. Много елементи от програмите за сътрудничество и помощ на Столипин по-късно са включени в ранните аграрни програми на Съветския съюз, отразявайки трайното влияние на Столипин.